# Юніорська збірна Югославії з хокею із шайбою
Юніорська збірна Югославії з хокею із шайбою — хокейна збірна, яка представляла Соціалистичну Федеративну Республіку Югославію в міжнародних матчах, аж до розпаду Югославії на кілька незалежних держав.

## Результати

### Чемпіонат Європи до 18/19 років
| - 1969 - 3 місце група В - 1970 - 6 місце група В - 1972 - 3 місце група В - 1973 - 3 місце група В - 1974 - 6 місце група В - 1975 - 3 місце група В - 1976 - 2 місце група В - 1977 - 2 місце група В - 1978 - 4 місце група В - 1979 - 3 місце група В - 1980 - 2 місце група В - 1981 - 3 місце група В - 1982 - 8 місце група В - 1983 - 1 місце група С - 1984 - 7 місце група В - 1985 - 7 місце група В - 1986 - 6 місце група В - 1987 - 5 місце група В - 1988 - 3 місце група В - 1989 - 7 місце група В - 1990 - 4 місце група В - 1991 - 2 місце група В - 1992 - 8 місце група В |